# Socurani-Missiricoro
Socurani-Missiricoro é uma comuna rural do sul do Mali da circunscrição de Sicasso e região de Sicasso. Segundo censo de 1998, havia 2 525 residentes, enquanto segundo o de 2009, havia 4 478. A comuna inclui 5 vilas.